# Tridentea peculiaris
Tridentea peculiaris är en oleanderväxtart som först beskrevs av Lückh., och fick sitt nu gällande namn av Leslie Larry Charles Leach. Tridentea peculiaris ingår i släktet Tridentea och familjen oleanderväxter. Inga underarter finns listade i Catalogue of Life.